# Torre Wardija

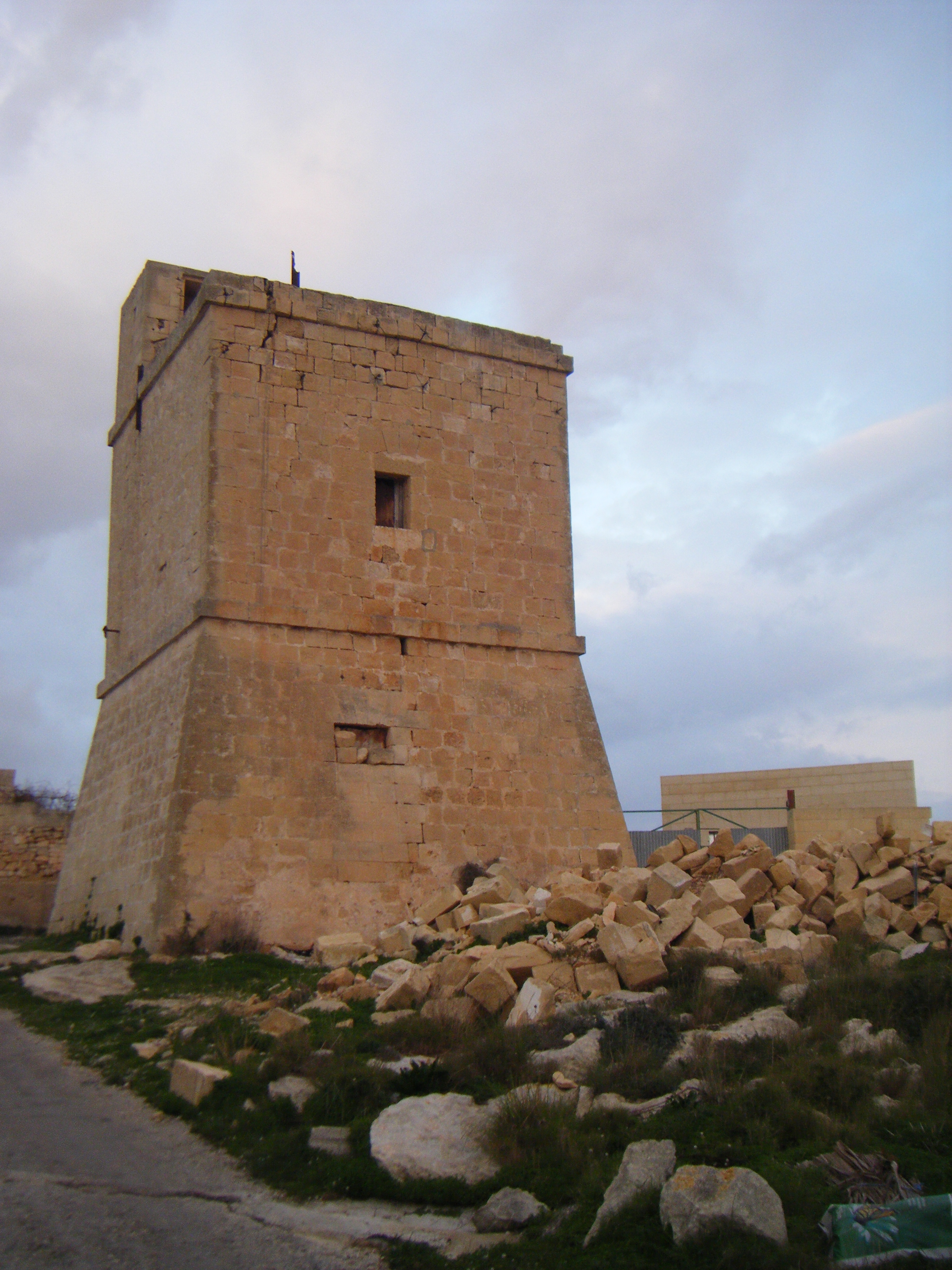
Torre Wardija vista desde el sur.

La Torre Wardija (en maltés: Torri tal-Wardija), originalmente conocida como Torre della Guardia di Giorno y también conocida como Torre Bubaqra (en maltés: Torri ta' Bubaqra), es una pequeña torre de vigilancia en los límites de Żurrieq, Malta. Se completó en junio de 1659 como la decimotercera de las torres de Redín.
La Torre Wardija fue la última torre de vigilancia costera que se construyó en la isla principal de Malta. Está situada entre Żurrieq y Hal Far, siendo la más cercana la torre Sciuta al oeste. 
La torre sigue el diseño estándar de las torres de Redín, con una planta cuadrada con dos pisos y una torreta en el techo, pero es un poco más pequeña que el resto. Originalmente estaba armado con dos cañones y dos morteros. 

## Otras lecturas
- Hughes, Quentin (1993). Malta. A guide to the fortifications. Said International. p. 95. ISBN 9990943-07-9.
- Spiteri, Stephen C. (1989), The Knights' Fortifications, Valletta: Book Distributors Ltd..
- Hughes, Quentin (2001), Fortresses of the Knights, Valletta: Said International..